# Balata
Pour les articles homonymes, voir Balata (homonymie).
Balata est un camp de réfugiés palestiniens aux abords de Naplouse, en Cisjordanie. Il accueille près de 24 000 réfugiés sur 0.25 km² et constitue à ce titre le plus peuplé des camps de réfugiés en Palestine.

## Conflit israélo-palestinien

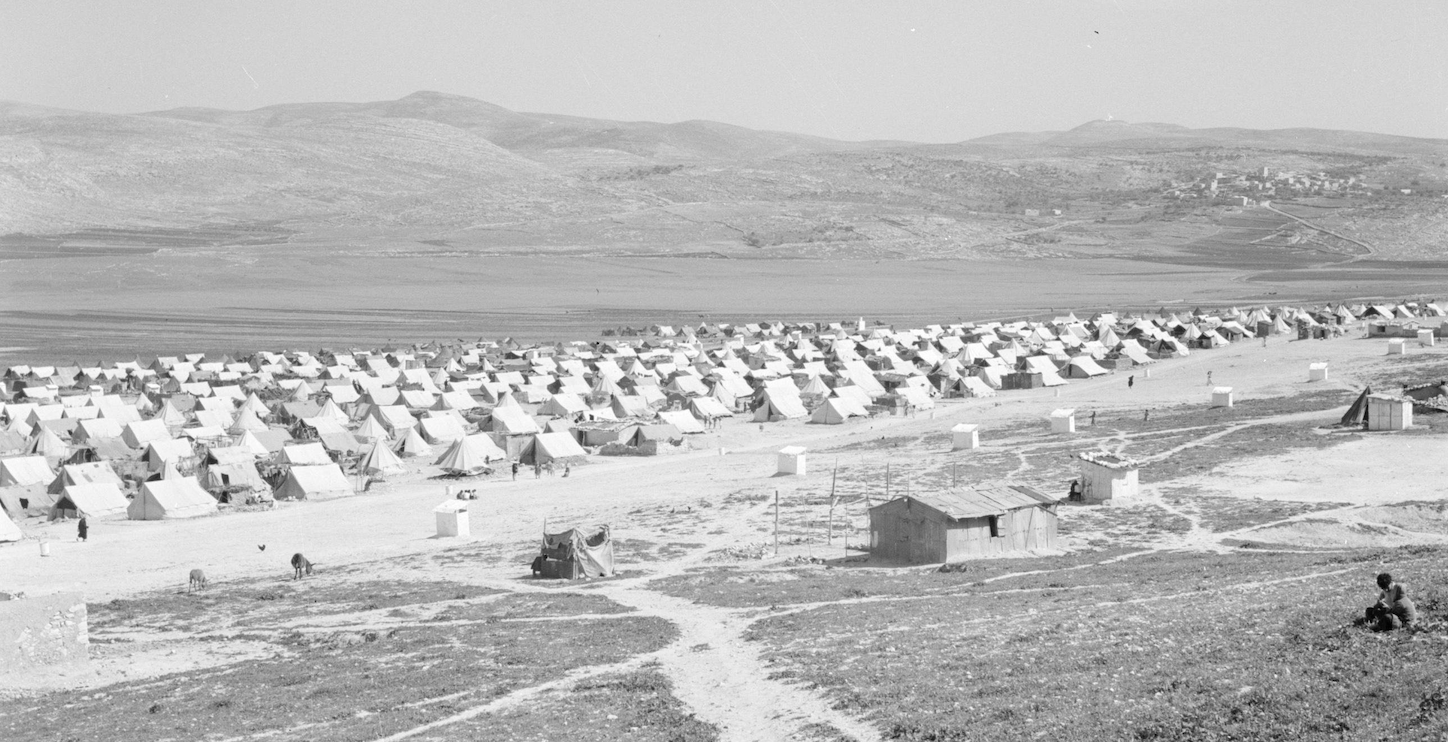
Le camp en 1950.

L'armée israélienne mène des incursions et des attaques par drones presque quotidiennement dans le camp de Balata durant la guerre israélo-palestinienne commencée en 2023, tuant beaucoup d'habitants et détruisant des routes et des magasins. Les Palestiniens sont aussi touchés par la crise économique : les checkpoints les empêchent de se déplacer, ceux travaillant en Israël ont perdu leur emploi et les fonctionnaires ne sont plus payés.

Opérations militaires israéliennes à Balata, pendant la Seconde intifada, 2002.

Ce camp est souvent mentionné dans le contexte du conflit israélo-palestinien, en raison de la présence de groupes armés et de tensions récurrentes avec les forces d'occupation israéliennes. Des opérations militaires y sont menées régulièrement en raison de l’implication de certaines factions dans des activités considérées comme terroristes par Israël.

## Galerie

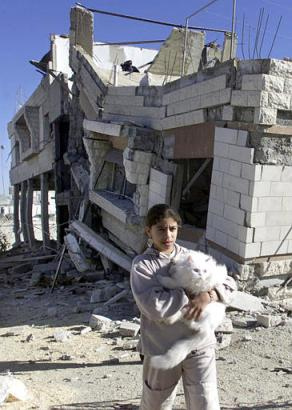
Maison de Balata en 2002 pendant la Seconde Intifada.
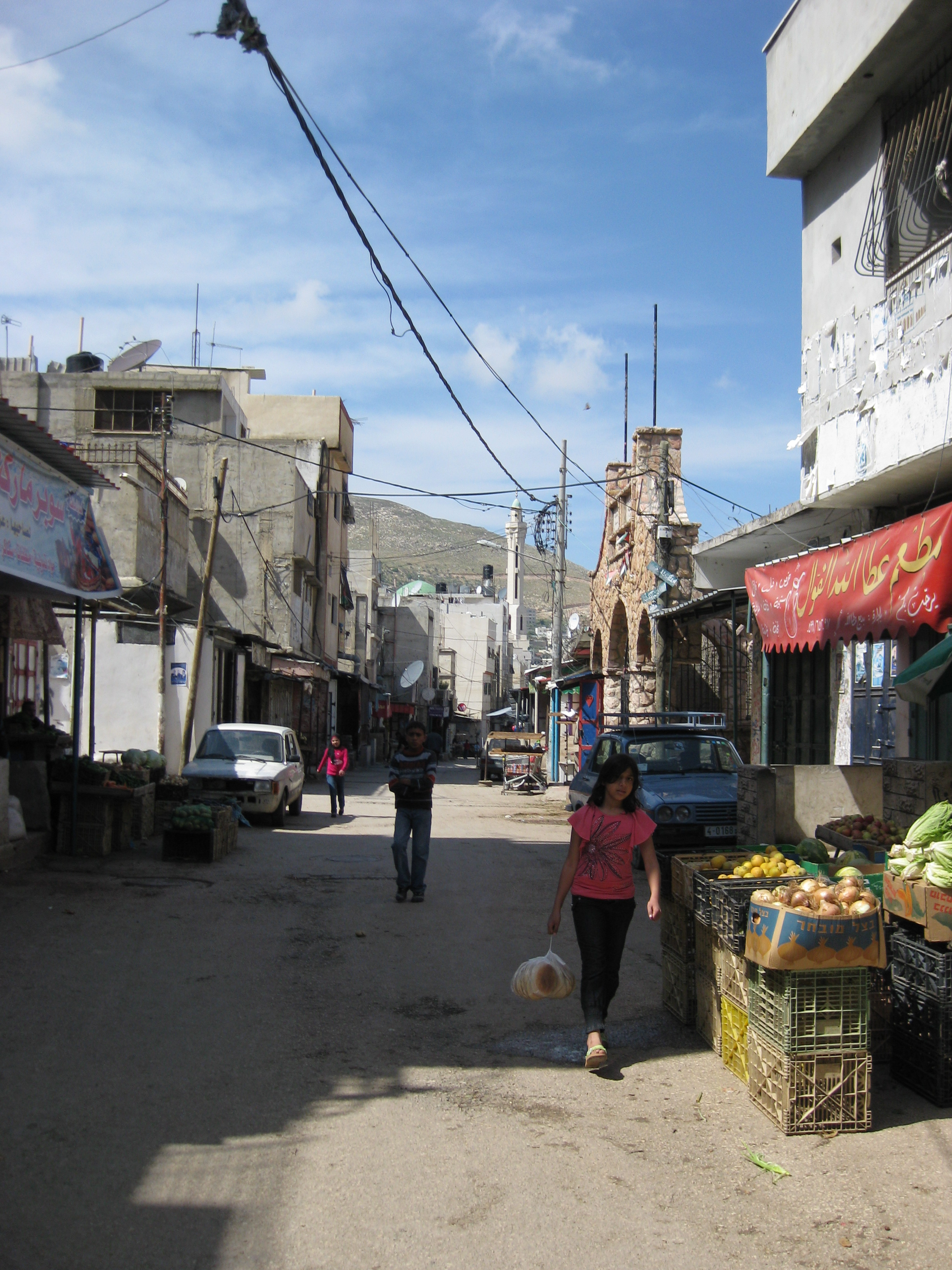
Une rue du camp en 2011.
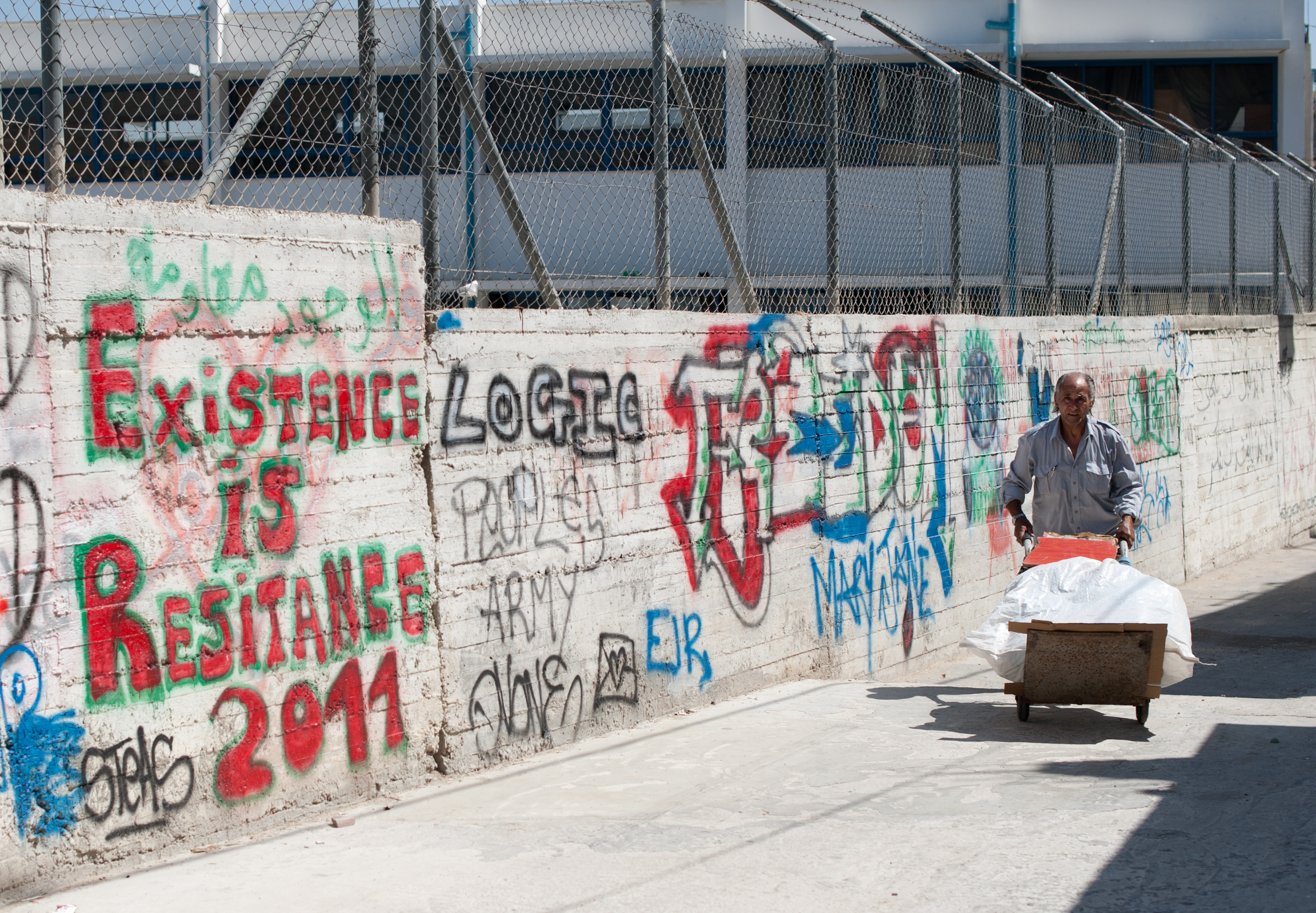
Graffitis à Balata, 2011.
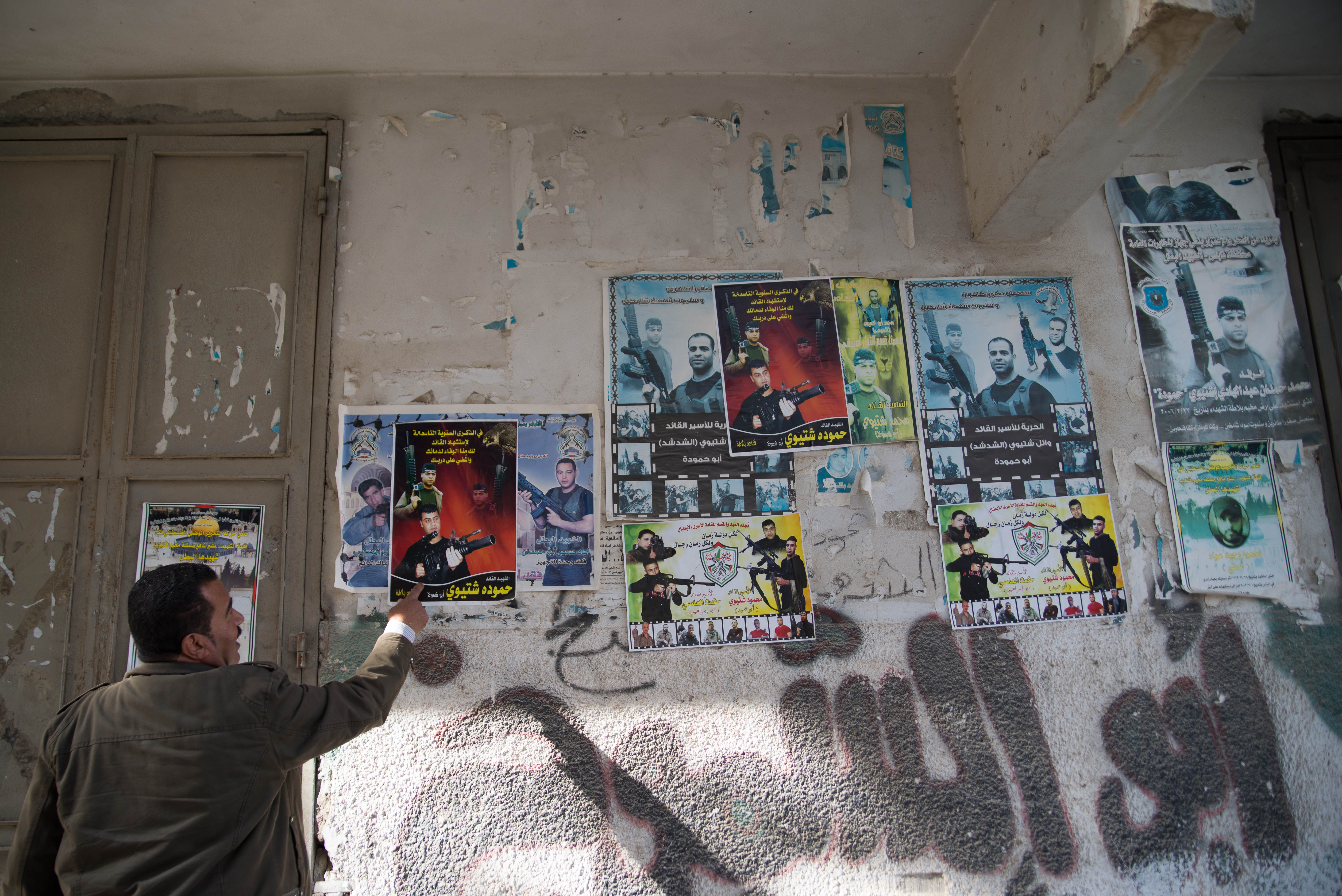
Affiches de martyrs sur les murs de Balata, 2015
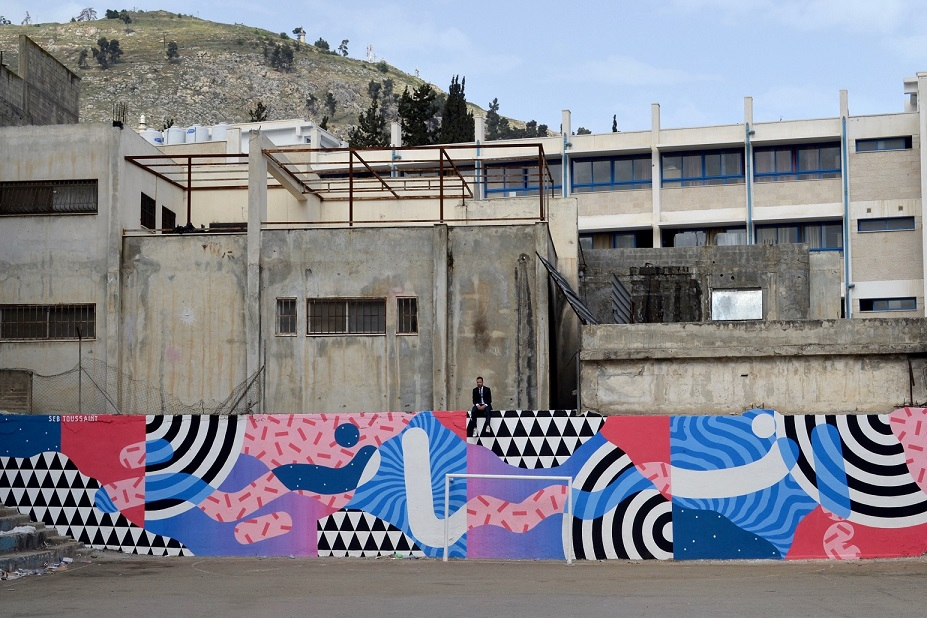
Terrain de football de Balata en 2018, peint par l'artiste Seb Toussaint.